# تووکوی
تووکوی (به لاتین: Tłukawy) یک منطقهٔ مسکونی در لهستان است که در Gmina Ryczywół واقع شده‌است.